# خاطره روزگار سرد
خاطره روزگار سرد (به انگلیسی: Cold Day Memory) نام هشتمین آلبوم رسمی گروه هوی متال امریکایی سوِنداست است. این آلبوم در تاریخ ۲۰ آوریل ۲۰۱۰ منتشر شد.
این آلبوم به تهیه‌کنندگی جانی کی صورت گرفت. اولین تک‌آهنگ این آلبوم فلاکت زده در تاریخ ۲۳ فوریه ۲۰۱۰ منتشر شده‌است.

## فهرست آهنگ‌ها
۱- ویرانگر
۲- تا ابد
۳- فلاکت زده
۴- نفس آخر
۵- کارما
۶- راندن دیوانه وار
۷- اقرار (بدون باور)
۸- هیچ کجا
۹- حاضر و حالا
۱۰- پایان می آید
۱۱- مکانی بهتر
۱۲- بازوی قدرت شکسته شده
۲- Forever Dead
۳- Unraveling
۴- Last Breath
۵- Karma
۶- Ride Insane
۷- Confessions (Without Faith)
۸- Nowhere
۹- Here and Now
۱۰- The End Is Coming
۱۱- Better Place
۱۲- Strong Arm Broken

## پدید آورندگان
- لجون ویترسپون : آواز
- کلینت لووری : لید گیتار
- جان کانولی : ریتم گیتار
- وینس هورنزبی : بیس گیتار
- مورگان روس : درامز
- جانی کی : تهیه کننده